# Constancea nevinii
Constancea es un género de plantas con flores de la familia de las asteráceas. Incluye una sola especie: Constancea nevinii. Es endémica de las tres de las islas del Canal de California, donde crece en hábitat de matorrales costeros. 

## Descripción
Es un pequeño arbusto o subarbusto general, que crece hasta uno o 1,5 metros de altura. Las hojas, blanquecinas y ovaladas lanosas puede medir hasta 20 centímetros de largo y se dividen en muchos lóbulos estrechos con bordes curvados. La inflorescencia es un racimo de 10 a 50 o más pequeñas cabezas de flores, cada una en un corto pedúnculo.  El fruto es un aquenio de unos pocos milímetros de largo con un pequeño mechón en la punta.

## Hábitat
Al igual que muchas especies endémicas de las Islas  del Canal, esta planta estaba amenazada de extinción por la herbivoría de las cabras salvajes que viven en las islas, las cabras han sido retiradas y la planta se está recuperando.

## Taxonomía
Constancea nevinii fue descrita por (A.Gray) B.G.Baldwin y publicado en Madroño 46(3): 160. 1999[2000].
Etimología
Constancea: nombre genérico que fue otorgado en honor de Lincoln Constance (1909–2001), botánico californiano.
Sinonimia
- Eriophyllum nevinii A.Gray ex A.Gray	[5]